# Atome interstitiel
Un atome interstitiel est un défaut ponctuel, un atome supplémentaire vient se placer dans le réseau. Cela provoque une forte distorsion du réseau au voisinage de l'atome, mais elle s'atténue avec la distance. Il est nécessaire d'apporter de l'énergie pour forcer le phénomène : on irradie le cristal, ce qui a pour conséquence d'éjecter un atome qui va se placer ailleurs (défaut de Frenkel).